# 泉田城
泉田城（いずみだじょう）は、福島県双葉郡浪江町（陸奥国標葉郡）にあった日本の城。
中世に標葉郡（現双葉郡北部）を支配した標葉氏一族の居館であった。

## 概要
蛇行する請戸川河畔の比高10m程の独立丘陵を利用し、南側は川に接した崖、他三方は水田が囲む。空堀や土塁、井戸跡が残る。

## 歴史
築城年は不明だが、建武の新政期に標葉郡を支配していた標葉氏の庶流標葉教隆が城主であったという記録があり、それ以前には築城されていたとされる。明応元年（1492年）、標葉宗家は相馬盛胤により攻め滅ぼされるが、時の泉田城主標葉隆直は他の標葉支流一族らとともに相馬軍に内応したことで本領・泉田城を安堵され、泉田氏を称した。以降、泉田城は相馬領南辺の要城として機能し、慶長17年（1612年）から寛永3年（1626年）までは相馬氏16代当主相馬義胤の隠居城となった。

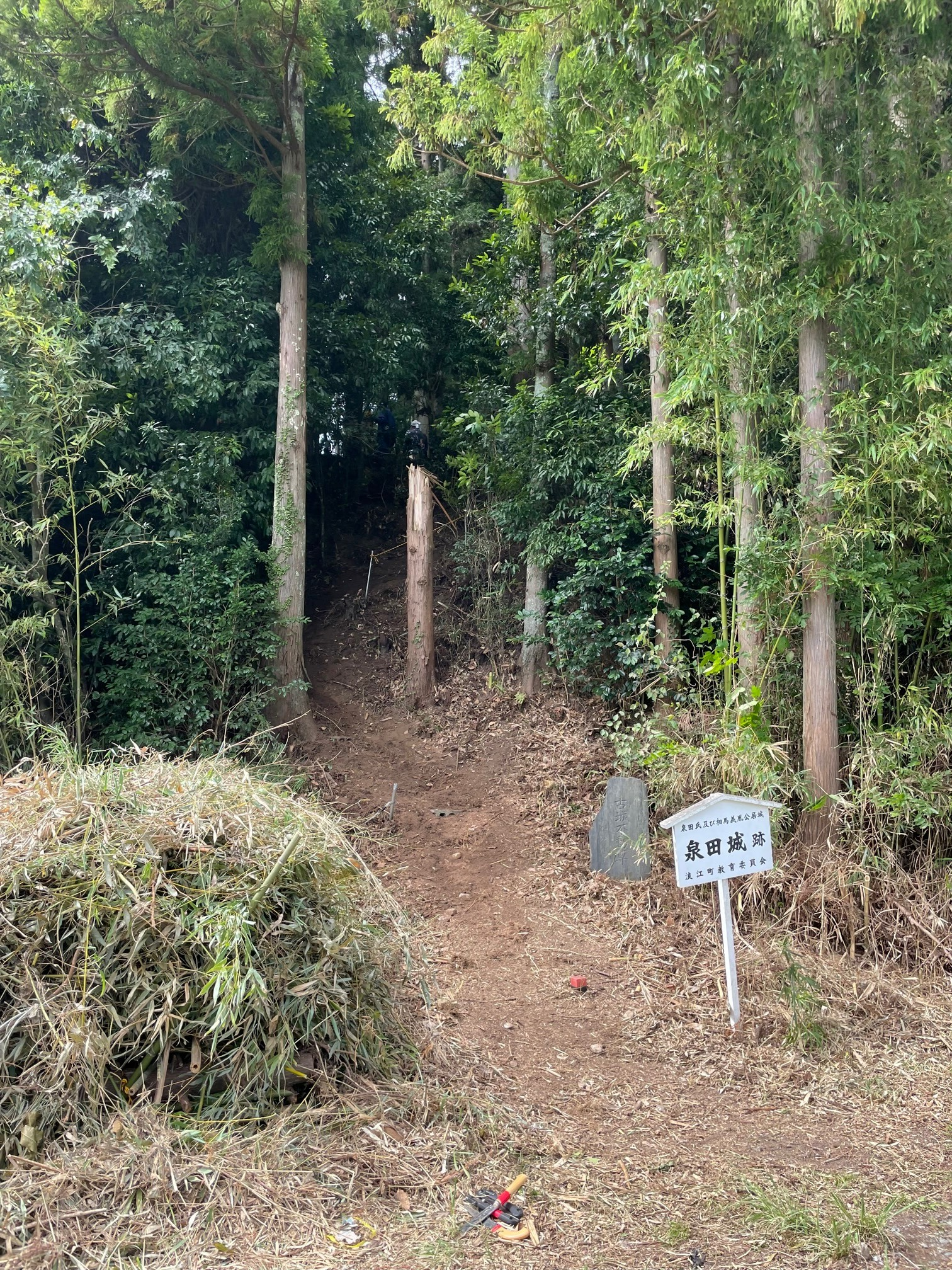
城址入口
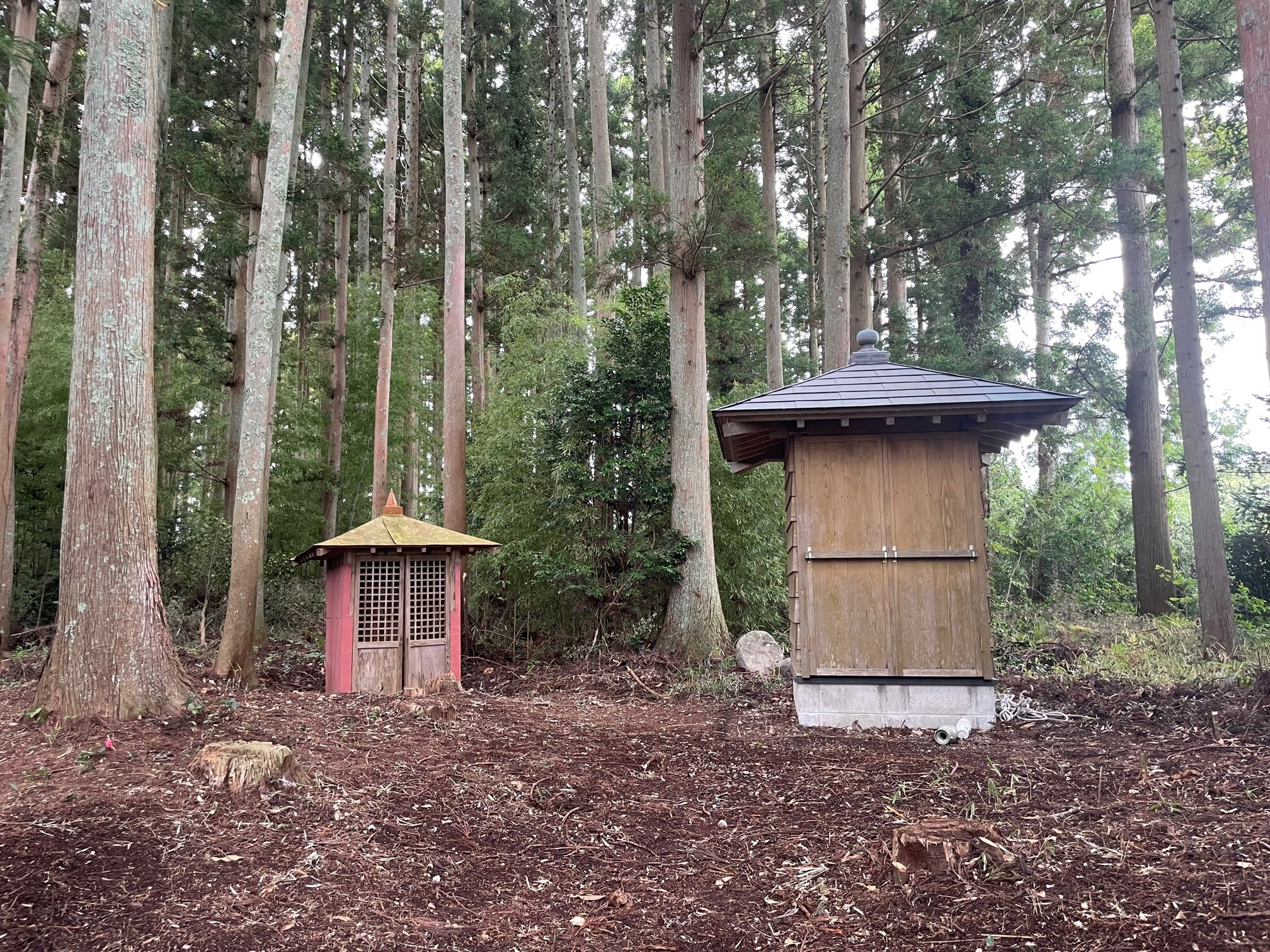
城址内に立つ不動堂

## 交通
- JR常磐線浪江駅から東へ約2km
- 常磐自動車道浪江ICから車で約10分（約7km）